# Abdul Ghafoor Assar
Abdul Ghafoor Assar (em árabe: عبدالغفور عصار) foi um futebolista afegão que participou dos Jogos Olímpicos de Verão em 1948, em Londres, na primeira e única vez até o momento em que a Seleção Afegã de Futebol se classificou para o torneio de futebol dos Jogos Olímpicos. Também participou dos Jogos Asiáticos de 1951.